# Espías super secretos
Espías super secretos (Double Zéro) es una película francesa dirigida por Gérard Pirès en 2004, y protagonizada por Rossy de Palma, Edouard Baer, Eric Judory Ramzy Bedia. Una parodia de las películas de espías y aventuras protagonizada por Ramzy Bedia (Will) y Eric Judor (Ben), una pareja de comediantes que se conoció en 1994 y que comenzó su carrera haciendo dúos cómicos en escenarios parisinos. La dirección corre a cargo de Gérard Pirès, un clásico de la comedia francesa que debutó en 1968 con 'Erotissimo' y que alcanzó la cumbre en 1998 con 'Taxi'.

## Sinopsis
Un misil ha sido robado y el Servicio Secreto Francés es el encargado de encontrarlo. Su director sospecha de la presencia de un topo en sus oficinas Para desvelar los planes del traidor y recuperar el misil deciden contratar a dos perdedores como señuelo. Dos inútiles que les encajan a la perfección: William Le Sauvage, Will y Benolt Rivière, Ben. Encantados por su nombramiento nuestros agentes se enfrentarán a un batallón de modelos liderado por la bellísima 'Sueños eróticos' cuyo jefe 'El Macho' utiliza la agencia como tapadera para llevar a cabo sus verdaderos propósitos: dominar el mundo.